# Rječnik suvišnih tuđica u hrvatskomu jeziku
Rječnik suvišnih tuđica u hrvatskomu jeziku rječnik je hrvatskog sveučilišnog profesora, jezikoslovca i onomastičara Mate Šimundića. Knjiga na 269 dvostupčanih stranica donosi nekoliko tisuća hrvatskih zamjena za suvišne tuđice koje se pojavljuju u hrvatskom jeziku. Knjiga je prvi put izdana 1994. godine. U potpunosti je pisana korijenskim pravopisom. 